# Промина
Промина (хорв. Promina) — община на юге Хорватии, в составе Шибенско-Книнской жупании. Административный центр общины — г. Оклай.
Расположен в районе Далматинская Загора.

## Население
В состав общины (муниципалитета) Промина также входят сёла и деревни с численностью населения (2011 год):
- Бободол — 23
- Богатич — 24
- Читлук — 112
- Лукар — 78
- Люботич — 35
- Матасе — 50
- Мратово — 56
- Оклай — 469
- Пульяне — 52
- Разводе — 170
- Сукновци — 67

Согласно переписи 1991 года в общине Промина проживало 2 574 жителя, из которых 85% - хорватов и 14% - сербов.

## Известные уроженцы
- Аралика, Иван (р. 1930) — хорватский писатель и драматург.